# 루뱐카역
루뱐카역(러시아어: Лубя́нка)은 모스크바 지하철 소콜니체스카야 선의 역이다. 1935년 개장했으며, 과거 국가보안위원회의 본부로 잘 알려진 현 러시아 연방보안국 청사가 위에 있다.

## 역사
루뱐카 역은 1935년 5월 15일 모스크바 지하철이 처음 개통될 당시 함께 개장되었다. 과거 루뱐카역은 제르진스카야 역이란 이름을 가지고 있었으며, 이는 공산주의자이자, 러시아의 비밀경찰인 체카를 세운 펠릭스 제르진스키의 이름에서 따온 것이다.

### 테러
2010년 3월 29일 오전 7시 56분 루뱐카 역에서 폭탄 테러가 일어났다. 사건 당일 러시아 대통령인 드미트리 메드베데프는 지하철역을 방문해 조의를 표했다.

## 환승
이 역에서는 타간스코 크라스노프레스넨스카야 선의 쿠즈네츠키 모스트 역으로 갈아탈 수 있다.